# Dragon Age II
A Dragon Age II a folytatása BioWare által készített Dragon Age: Vérvonalak játéknak. Megjelenése 2010. július 8-án volt meghirdetve PS3, Xbox 360 és PC platformra, majd 2011. január 12-re Mac platformra. 2011. március 8-án jelent meg az Egyesült Államokban, valamint március 11-én Európában. 2011. február 22-én kiadtak róla egy letölthető demót. A "Destiny" című CGI trailer videót 2010. augusztus 17-én adták ki. A BioWare cég bejelentett egy folytatást a játéknak, a Dragon Age: Inkvizíciót, 2012. szeptember 17-én.

## Cselekmény
A Dragon Age II Hawke hatalomra jutását foglalja össze, a politikai káoszban lévő Kirkwall városában, több mint egy évtizedet összefoglalva. Hawke családja elmenekült Lothering pusztulása elől az Ötödik Veszedelem ideje alatt, majd elutaznak a Szabad Gázlókba, ahol végül egész Thedas sorsát befolyásolni fogják. Végül Hawkeot kinyilvánítják Kirkwall Bajnokának, és olyan cselszövésekbe keveredik bele, amik örökre megváltoztatják a világ sorsát.
Hawke történetét Varric Thetras narrációja foglalja keretbe, akit Cassandra Pentaghast, a Káptalan Keresőinek egyike (aki keresi a Bajnokot, hogy segítséget vagy elszámolást követeljen tőle), faggat ki.

### Főszereplők
- Hawke: A történet főhőse, egy őslakos Fereldenből.
- Varric Thetras: Egy tolvajszerű tagja a Kereskedők Céhének, emellett egy tökéletes mesemondó.
- Cassandra Pentaghast: Az Igazság Keresőinek egyik tagja, Andrastiai Káptalan egy titkos és befolyásos frakciójának, akik csakis a Val Royeauxben tartózkodó Őszentségének tartoznak engedelemmel. A történet elején elrabolja Varricet, hogy információkat szedjen ki belőle Hawkkal kapcsolatban.
- Bethany Hawke: Hawke húga, egy hitehagyott mágus.
- Carver Hawke: Hawke öccse, egy harcos.
- Aveline Vallen: Theirin Cailen király, az Ötödik Veszedelem alatt sanyarú sorsra jutott seregének egyik katonája, aki elkísérte Hawke családját Kirkwallba.
- Anders: Hitehagyott mágus, előzőleg Szürke Kamarás, akit megszállt Igazság szelleme.
- Merril: Egy Pagonyelf varázslónő, klánja Őrzőjének, Maretharinak az Elsőválasztottja.
- Isabella: Egy szabadlelkű kalózkapitány és csempész, aki hajótörést szenvedett Kirkwall partjainál és ott ragadt.
- Fenris: Egy, a Tevinter Birodalomból szökött elf szolga, akinek testébe lyrium tetoválásokat égetett a mestere, akitől megszökött.
- Meredith Stannard: A kirkwalli Templárius rend Lovagparancsnoka, aki hatalmas erőre tett szert az elmúlt évek során, ami kétségkívül a legbefolyásosabb személyek közé emelte őt.
- Orsino: A kirkwalli Mágusok Körének, ami az Akasztófában van elhelyezve, a Fővarázslója. A Templárius lovagok politikai hatalmának ellenére is egy befolyásos személy.
- Az Arishok: A Qunarik három abszolút vezetőjének egyike. Miután hajótörést szenvedett, ő és népének több száz tagja húzódott fedezékbe Kirkwall városában, látszólag arra várva, hogy haza hajózhassanak.
- Marlowe Dumar: Kirkwall vikomtja. Hivatalosan a legerősebb politikai hatalom a városállamon belül, de gyakorlatilag Dumar hatalma csak a Templárius rend megtűrésének köszönhető.
- Elthina Főpapnő: A Káptalan abszolút hatalmának birtoklója a Szabad Gázlókban, emellett egyike Kirkwall legtiszteltebb személyeinek.
- Sebastien Vael: A Káptalan beavatottjainak egyike, aki bosszút akar állni családjának, Starkhaven eddigi uralkodóinak meggyilkolásáért. [Letölthető tartalom szükséges a szereplőhöz.]

### Mellékszereplők
- Leandra Amell: A Hawke család anyai családfője. Miután a férje, Malcolm meghalt, ő és gyermekei kénytelenek voltak elmenekülni Fereldenből a szülőföldjére, Kirkwallba, ahol Leandra családjának egykoriban még volt egy birtoka.
- Gamlen Amell : A kirkwalli Amell család utolsó lordja, Leandra testvére, aki szerencsejátékra, ivásra és utcanőkre tékozolta a család összes vagyonát. Az ősi birtok, amire a Hawke család számított miután megérkeztek, elveszett számukra, így Gamlen az Alsóváros mocskában lakik.
- Flemeth: A legendás és közismert Vadon Boszorkája.
- Petrice: A kirkwalli Káptalan egy fanatikus tagja, aki megpróbálja kiűzni a Qunarikat a városból.
- Cullen: Kirkwallba küldték a fereldeni Mágusok Körétől, miután szemtanúja volt az irányításból kicsúszó mágia veszélyeinek. Jelenleg Meredith Lovagparancsnok helyettese.
- Marethari: Egy Pagonyelf klán Őrzője, akik elmenekültek Fereldenből és elfoglalták a Sundermount hegyet, Kirkwall falain kívül.
- Thrask: Egy mérsékeltebb Templárius lovag, aki alkalmanként segíti a mágusokat, mivel hisz abban, hogy a két csapat képes harmóniában együtt élni.
- Bodahn Feddic: Sokat-utazott és voltaképpen egy "utcaseprő" (igazából csak nagyon jó minőségű tárgyakat lovasít meg a holtaktól). Ez a törp kereskedő együtt utazott A Kamarással, és végül letelepedett a fiával, Sandallal együtt Kirkwallban.
- Sandal: Bodahn örökbefogadott fia, kissé suta ész terén, de nagyon tehetséges a tárgyak bűbájjal való felerősítésében.
- Bartrand Thetras: Varric bátyja, egy kereskedő herceg, aki expedíciót szervez a Mély Utakba.

### Kémeák
Feltételezve, hogy túlélték a Vérvonalak, Eszmélés és jó pár Letölthető Tartalom eseményeit, néhány, az előző játékokban szereplő személlyel újra lehet találkozni a Dragon Age II-ben.
- Alistair
- Zevran Arainai
- Sophia Dryden
- Fenarel
- Teagan Guerrin
- Delilah Howe
- Nathaniel Howe
- Ilen
- Junar
- Leliana
- Maren
- Paivel
- Pol
- Sketch

## Játékmenet

### Főbb jellemzők
- A főhős személyazonossága fixálva lett (kivéve a nemét).
- Új mesélési stílus, egy egész évtizedet magába foglal.
- Átszervezett harcrendszer, ami a hangsúlyt a klasszok egyediségére fekteti.
- Fejlesztett grafika és vizuális stílus.
- Több bejátszásbeli interakció és románc a csapattársakkal.

### Fajok
A Dragon Age II nagyobb különbséget tett a különböző fajok között, mint a Törpök, Elfek és Qunarik, akiknek kinézete mind át lett gondolva az előző játékokban való kinézetükhöz képest.

### Mentett játék átvitele
A Dragon Age II lehetővé teszi a játékosoknak, hogy tovább vigyék az előző játékokból szerzett befejezett (vagy majdnem befejezett) mentett állásaikat (a Dragon Age: Vérvonalak összes kiegészítőjével való mentések is beleszámítanak). Attól függetlenül, hogy ennek a történetnek a szereplői teljesen másak, a Kamarás döntései, amiket az előző játék során hozott, nagyban befolyásolni fogják Hawke világát. A döntések mind a Dragon Age: Vérvonalak – Eszmélés, Amgarrak Golemei és a Boszorkányvadászat DLC-ből át lesznek importálva, viszont ezen kiegészítő részek döntéseinek nagy része csak a jövőbeli folytatásokban fog inkább meglátszani. PC és Mac között a mentéseket lehet cserélgetni, a kettő kompatibilis egymással.
Megjegyzés: A BioWare kijelentette, hogy a Visszatérés Ostagarba, Éjfattyú Krónikák, Leliana Dala, Amgarrak Golemei és a Boszorkányvadászat DLC-k során hozott döntések nem kapnak külön hangsúlyt a Dragon Age II során.
Több probléma is előfordult a Vérvonalak és az Eszmélés során hozott döntések importálásával kapcsolatban, nevezetesebben olyan hibák, hogy az előző játékok során meghalt személyek, mint például ha Nathaniel meghal az Eszmélés során, újra éltek a Dragon Age II-ben (még úgy is, hogy az epilógus megírta a halálukat). David Gaider megerősítette, hogy Lelianát szándékosan rakták be a Dragon Age II-be, függetlenül az előző játék eseményeitől, viszont a többi karakter, aki "visszatért a halálból" az játékhiba oka volt.
Ahelyett, hogy elmentést importálunk át az előző játékokból, a játékosnak megadódik a lehetőség, hogy válasszon előregenerált történetek közül, amiket a Vérvonalak számos epilógus kimenetele alapján állítottak össze.
- "Ferelden Hőse" (alapértelmezett, ha nem választunk semmit): Egy fiatalember, egy nemes családból, felemelkedett a Szürke Kamarások rangjai közé, majd véget vetett az Ötödik Veszedelemnek, a Vezérdémon megölésével, amit túl is élt. Mindig a nagyobb jó érdekében cselekedett, és a barátját, Alistairt helyezte Ferelden trónjára.
- "A Mártír" : Ferelden örökké emlékezni fog a fiatal Pagonyelf lányra, aki feláldozta magát, hogy megölje a Vezérdémont. Annak ellenére, hogy minden joga megvolt ahhoz, hogy cinikusan nézzen az egész esetre, a tettei mindig mások érdekében történtek. A királyságot Alistair és Anora közös uralmának kezében hagyta.
- "Nincs Kiegyezés" : Egy könyörtelen, nemesi származású Törp átvette az irányítást Ferelden Szürke Kamarásai felett, aztán nem hagyta, hogy bármi az útjába kerüljön a győzelem elérése érdekében. Száműzte Alistairt az országból, Loghaint a halálába küldte a Vezérdémon ellen, majd pedig Anorára hagyta a királyságot.

### Dialógusok
A dialógusrendszer, amit a Vérvonalakból ismertünk, ki lett cserélve egy Párbeszéd Kerékre, hasonlóra, mint ami a BioWare Mass Effect szériájában szerepel – egy kulcsfontosságú különbséggel, hogy ha a kurzort a párbeszédopció felé visszük, akkor kapunk egy képet arról, hogy "milyen hangvételű" reakciót fog ez kiváltani a karakterünkből. Általában legalább három választásunk van, valahányszor Hawkenak esélye nyílik kibontakozni, sosem kevesebb mint kettő, és sosem több, mint hat.
Még egy újdonság a játékban, hogy a Vérvonalakkal ellentétben, itt a főszereplőt teljesen szinkronizálták – férfi Hawke szinkronhangja Nicholas Button, női Hawké pedig Jo Wyatt.

### Kapcsolatok és Társak
A Dragon Age II egy Barátság és Rivalizálás rendszert használ. Azon kívül, hogy kinyitunk alapból nem látható párbeszéd opciókat karakterekkel, akik pozitívan viszonyulnak hozzánk (ami a Vérvonalak rendszerének a limitációja volt), ebben a játékban kimondottan ellentétes, ámde jövedelmező kapcsolatokat is ki lehet alakítani minden egyes csapattársunkkal. (Ahogy az a Vérvonalakban is történt, viszont, itt is előfordulhat, hogy egy jelentőségteljes cselekmény esetére, valamelyik csapattársad ellened fordul, függetlenül attól, hogy milyen viszonyban van vele a karaktered. Emellett megjegyezhetjük azt is, hogy a csapattársa viszonya nem befolyásolja a tiszteletét Hawke iránt.)
Románcok:
A Dragon Age II tartalmaz lehetőségeket romantikus kapcsolatokra "mindkét nem és mindenféle orientáció számára". A potenciális partnerek közé tartozik Anders, Fenris, Isabella, Merril és (DLC kapcsán) Sebastian is.

### Tárgyak létrehozása
A Vérvonalakban, bombák, gyógyszerek, csapdák és mérgek létrehozása azt igényelte, hogy összetevőket keressünk és gyűjtsük őket a hátizsákunkba. Az új rendszerben, ahelyett, hogy Hawke mindenhová magával cipelné őket, elég ha felfedezi egy bizonyos összetevőnek a lelőhelyét. Például, ha egyszer már megtaláltál egy bokor Elfroot növényt, onnantól az összes kézműves, akinek a szolgáltatásait igénybe veheted, tudni fogja honnan szerezze meg az alapanyagot. A kihívás most már inkább abban rejlik, hogy minél jobban felfedezzük a környezetünket, a nyersanyagok fellelése érdekében. A rendszert dicsérték, amiért nem csak elegáns, de jutalmazóbbá teszi azt, ha a játékos felfedezi a helyeket, ahelyett hogy halomra pakolná magát alapanyagokkal boltokból (és közben le is egyszerűsítette a felszereléstároló rendszert is).

### Tudásfák
A tudásfák lineáris haladási rendszere a Vérvonalakban folyamatosan arra késztette a játékost, hogy értékes tudáspontokat költsön el olyan képességekre, amit amúgy nem is állt szándékában használni, csak azért, hogy megszerezze az azután következő képességet. A Dragon Age II Tudásfái nos, sokkal inkább olyanok mint egy fa -még az elágazások is szimbolizálva vannak egyfajta "hálószerű" összeköttetéssel, ami összefűzi a Képességeket-, és több mint egy utat felajánlanak, hogy megközelítsünk egy kívánt képességet (például, ha kitanuljuk az alap fogásait egy kasztnak, abból több, elágazó út is elindulhat egy technikavonal mentén, vagy egy teljesen más technikákat tartalmazó út is kinyílhat). Még továbbra is vannak korlátok szabva, hogy megakadályozzák a "powergaming" jelenséget: az ismerős "ilyen szintűnek kell lenned hozzá", és az az új aspektus, hogy néhány technika igényli, hogy az ő fájában máshova befektess néhány pontot, mielőtt meg tudod tanulni.

### Technológia
Ennek kapcsán, a Joystiq videójátékokkal foglalkozó csoport, interjút kért Greg Zeschuktól, a BioWare akkori alelnökétől, aki azt mondta, hogy "Az egyik kulcsfontosságú elem, amin dolgozunk a Dragon Age II során az a technológia. Meg tudom erősíteni, hogy rengeteg munkát fektetünk a Dragon Age motor fejlesztésébe, és rengeteg cuccot teszünk bele, hogy felpumpáljuk -- látványvilág szempontjából szuperdögösre csináljuk." Valamint Mike Laidlaw megerősítette, hogy a Dragon Age II PC verziója alkalmazni fogja a DirectX 11-et.

## Kiadások
- Átlagos Kiadás
- Dragon Age II BioWare Aláírt Változat

## Demo
2011. február 22-én kiadtak a játékról egy demót. Egy teljes órányi játékidőt tartalmazott magában, ami keresztülvitte a játékosokat az egész prológuson, majd egy későbbi szegmensen Kirkwallban, ahol Isabellával együtt dolgozhattunk.

## Letölthető Tartalom

### Kinyitható holmik
Megjegyzés: 2012 decemberétől kezdve, minden promóciós tárgy (kivéve a Vérsárkány Páncélt és Ser Isaac Páncélját) ingyen ki lett nyitva minden játékos számára, aki rendelkezik BioWare Social Accounttal.

### Kiegészítések
- A Száműzött Herceg (az Aláírt Változathoz hozzá jár, amúgy pedig 7$ a honlapon, vagy 560 Microsoft Pont)
- Sötét Vásárhely (hozzá jár minden eredeti Dragon Age II lemezhez)
- Örökség (800 Microsoft Pont, vagy ugyanúgy megvehető honlapról)
- Az Orgyilkos Jele (800 Microsoft Pont, vagy honlap)